# Villa Dionysos (Knossos)
Villa Dionysos (griechisch Βίλλα του Διονύσου) ist das größte römische Gebäude in Knossos, das zu dieser Zeit Colonia Iulia Nobilis Cnossus hieß. Die Ruinen der Villa liegen am Osthang der Akropolis von Knossos, die auch Fortetsa genannt wird, etwa 600 m nordwestlich des vorgeschichtlichen Palasts.

## Geschichte und Erforschung

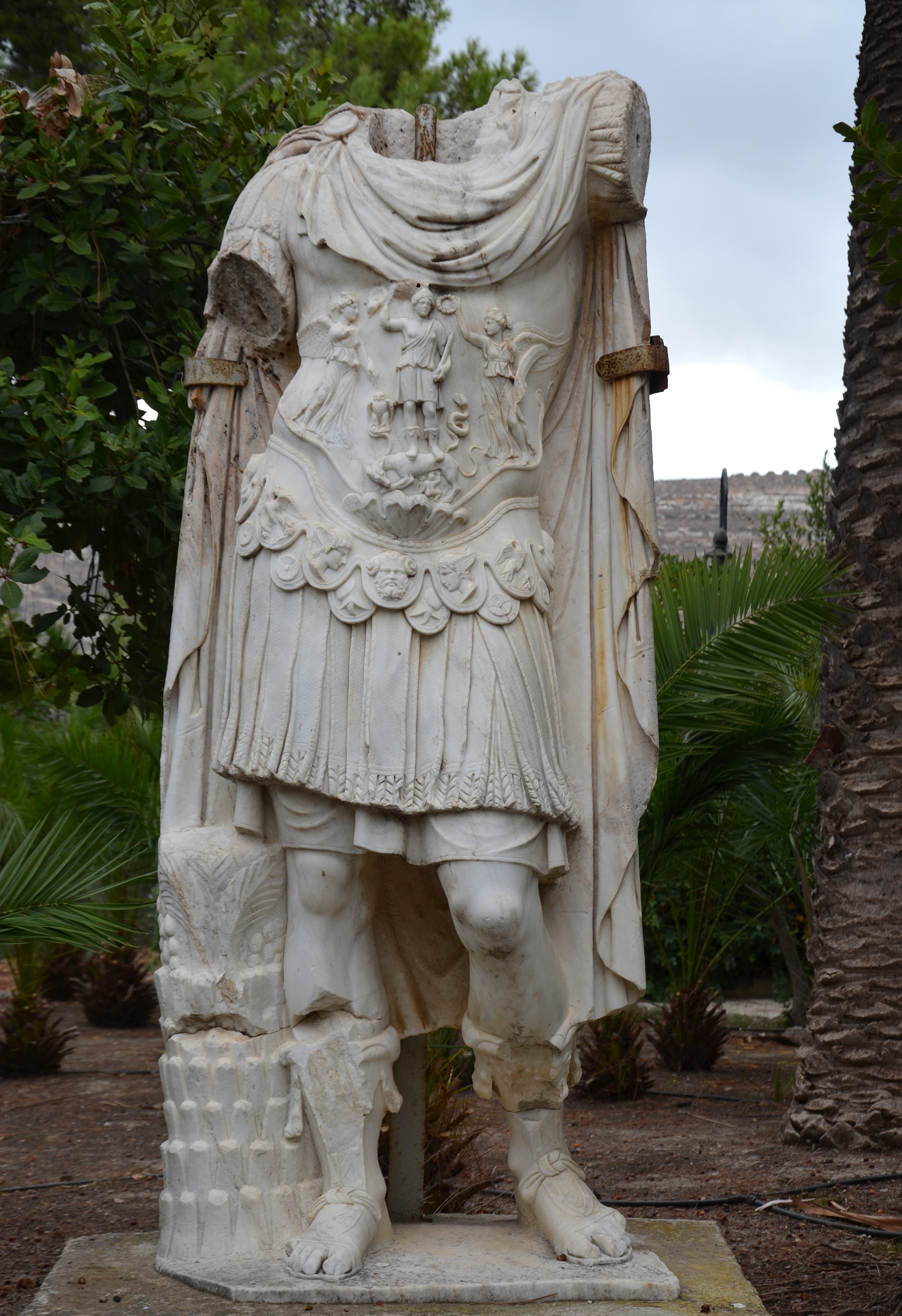
Kopflose Statue des Kaisers Hadrian

An der Stelle, an der später die Villa gebaut wurde, gab es bereits zur Protogeometrischen Zeit Wohnhäuser. Das Gebäude wurde im 1. Jahrhundert errichtet. Im 2. Jahrhundert, zur Antoninischen Zeit, wurde die Villa zweimal umgestaltet. Ein erstes Mal etwa Mitte 2. Jahrhundert und ein zweites Mal gegen Ende dieses Jahrhunderts. Hierbei wurden die Räume mit Marmorverkleidung versehen und die Böden mit Mosaiken des Apollinaris geschmückt. Um 200 wurde die Villa Dionysos durch ein Erdbeben zerstört. Danach wurde sie teilweise wieder aufgebaut, bis sie zwischen 225 und 250 endgültig verlassen wurde.
Im April 1935 entdeckten Arbeiter bei der Anpflanzung von Weinreben eine kopflose Statue des Kaisers Hadrian. Sie befand sich in einer Grube, die durch ein römisches Mosaik gegraben war. R. W. Hutchinson, der Kurator von Knossos, entdeckte bei der Suche nach dem verschollenen Kopf ein weiteres Mosaik und schließlich weitere Teile der Villa Dionysos. Man betraute die British School at Rome mit weiteren Grabungen und 1937 besuchte der Archäologe Courtenay Arthur Ralegh Radford die Stätte und plante das weitere Vorgehen. Der Ausbruch des Zweiten Weltkriegs verhinderte jedoch weitere Untersuchungen. Während des Kriegs verschwanden viele Aufzeichnungen, und der österreichisch-deutsche Generalmajor Julius Ringel ließ die Marmor-Statue einer Muse nach Österreich schaffen. Michael Gough nahm die Erforschung wieder auf und entdeckte den großen westlichen Raum und weitere Räume im Süden in den Jahren 1957, 1958, 1961 und 1971. 1973 starb Gough, und seine Frau Mary Gough konnte bis 1991 seine Grabungsergebnisse zusammenfassen. Bereits 1983 veröffentlichte John W. Hayes die aufgefundene Keramik. Ab April 1997 legte die Archäologin Sara Paton die Villa komplett frei und konservierte die Mosaiken, indem sie Überdachungen errichtete.